# 김영희 (기자)
김영희(1936년 8월 26일 ~ 2020년 1월 15일)는 중앙일보의 대기자였다.